# فوميلا باراندا
فوميلا باراندا (من مواليد 1 أكتوبر 1980) عارضة أزياء وممثلة فلبينية ومذيعة الترفيه لبث أخبار ABS-CBN الإذاعي الرئيسي لقناة تي في باترول .  هي ضابطة سابقة وعضوة حاليًا في رابطة عارضي الأزياء المهنية في الفلبين (PMAP) وتظهر بانتظام على أغلفة المجلات والحملات الإعلانية. وقد ظهرت حاليًا بالفعل في 5 أفلام من أفلام التاجالوج، و 4 مسلسلات تلفزيونية، وكانت ذات يوم مضيفة لبرنامج الواقع الفلبيني أكسترا-تشالنج. مؤخرا في عام 2008 ، ظهرت فوميلا باراندا كمتسابقة في النسخة الفلبينية من فير فاكتور.

## حياتها الشخصية
لديها ابنة واحدة تدعى نيكول التي اكتسبت شهرة بعد انضمامه إلى بينوي الأخ الأكبر : الكل هنا كصديقة منزل في سن المراهقة.

## الروابط الخارجية
- فوميلا باراندا على موقع IMDb (الإنجليزية)
- فوميلا باراندا على موقع قاعدة بيانات الفيلم (الإنجليزية)

- الموقع الرسمي
- فوميلا باراندا في قاعدة بيانات الأفلام على الإنترنت